# Episodi de I Robinson (terza stagione)
La terza stagione della serie televisiva I Robinson è stata trasmessa in prima visione negli Stati Uniti sul canale NBC dal 25 settembre 1986 al 7 maggio 1987 ed è composta da 25 episodi. Una curiosità riguarda Phylicia Rashād, l'interprete di Clair Robinson: l'attrice, incinta per buona parte della durata della serie, ha recitato quasi sempre restando dietro i mobili e i tavoli della cucina o a letto sotto le coperte per tenere nascosto il suo pancione.
| nº | Titolo originale               | Titolo italiano              | Prima TV USA      | Prima TV Italia |
| -- | ------------------------------ | ---------------------------- | ----------------- | --------------- |
| 1  | Bring'em back alive            | Prendeteli vivi              | 25 settembre 1986 |                 |
| 2  | Food for thought               | Dieta a sorpresa             | 2 ottobre 1986    |                 |
| 3  | Golden anniversary             | Nozze d'oro                  | 9 ottobre 1986    |                 |
| 4  | Man talk                       | Discorsi da uomini           | 16 ottobre 1986   |                 |
| 5  | Mother, may I?                 | Allarme antincendio          | 23 ottobre 1986   |                 |
| 6  | The march                      | La marcia                    | 30 ottobre 1986   |                 |
| 7  | Theo's flight                  | Puzzole in volo              | 6 novembre 1986   |                 |
| 8  | Vanessa's rich                 | Batteria da cucina           | 13 novembre 1986  |                 |
| 9  | Denise gets a D                | Brutti voti                  | 20 novembre 1986  |                 |
| 10 | A girl and her dog             | Vita da cani                 | 4 dicembre 1986   |                 |
| 11 | War stories                    | Storie di guerra             | 11 dicembre 1986  |                 |
| 12 | Cliff in charge                | L'orso Ugo e il lupo Ernesto | 18 dicembre 1986  |                 |
| 13 | Monster man Huxtable           | Il mostro e la puffetta      | 8 gennaio 1987    |                 |
| 14 | Rudy spends the night          | Il club degli uomini         | 15 gennaio 1987   |                 |
| 15 | Say hello to a good buy        | Mammiferi costosi            | 22 gennaio 1987   |                 |
| 16 | Denise gets an opinion         | L'equivoco                   | 5 febbraio 1987   |                 |
| 17 | Calling Doctor Huxtable        | Commedia in tre atti         | 12 febbraio 1987  |                 |
| 18 | You only hurt the one you love | Il circo Robinson            | 19 febbraio 1987  |                 |
| 19 | The shower                     | Addio al celibato            | 26 febbraio 1987  |                 |
| 20 | Cliff's 50th birtday           | Il compleanno di Cliff       | 12 marzo 1987     |                 |
| 21 | I know that you know           | Frizzi e lazzi               | 19 marzo 1987     |                 |
| 22 | Andalusian flu                 | L'influenza andalusa         | 2 aprile 1987     |                 |
| 23 | Bald and beautiful             | Videoclip                    | 9 aprile 1987     |                 |
| 24 | Planning parenthood            | Patatine e hamburger         | 30 aprile 1987    |                 |
| 25 | Hillman                        | Cerimonia d'addio            | 7 maggio 1987     |                 |

## Prendeteli vivi
- Titolo originale: Bring'em back alive
- Diretto da: Jay Sandrich
- Scritto da: Matt Williams

### Trama
Rudy va in cantina e torna spaventata perché ha visto un serpente. Cliff cerca di tranquillizzarla, mentre Theo e Scarafaggio vanno in cantina per capire cosa ha visto e vedono un serpentello lungo solo pochi centimetri; guardando il libro dei rettili, Theo lo riconosce come innocua biscia comune. I ragazzi non sono riusciti a prenderlo, così suo padre Heathcliff Robinson, detto "prendeteli vivi", entra in azione e va in cantina con Theo per cercare di catturarlo. I due hanno paura e si fanno scherzi a vicenda, e il serpente che è più veloce di loro si nasconde. Quando Claire arriva a casa, Rudy le racconta tutto, lei cerca di sminuire il problema per tranquillizzarla, ma rimasta sola con Cliff, mostra tutto il suo ribrezzo nei confronti del viscido ospite e senza mezzi termini ordina a Cliff di eliminarlo, ma Cliff non è affatto esperto di serpenti, così lei chiama un tecnico della disinfestazione, il quale non lo trova e spiega come possa crescere e vagare per la casa perché per quello è un ambiente ideale, terrorizzando ancora di più Claire. Quella sera, il serpente fa visita in camera da letto, Claire è terrorizzata e Cliff cerca di catturarlo, ma ci riuscirà solo grazie all'aiuto della moglie. Il trambusto richiama l'attenzione delle figlie, le quali a vederlo meglio non lo temono più, anzi lo trovano carino, ma Cliff va a liberarlo in un prato.

## Dieta a sorpresa
- Titolo originale: Food for thought
- Diretto da: Jay Sandrich
- Scritto da: John Markus

### Trama
Un amico di Cliff ha avuto problemi di cuore, così Claire gli impone una dieta ferrea per un giorno, e le figlie, intente a preparare i bagagli per la partenza di Denise, propongono di fare una lista con gli alimenti proibiti. A tavola Cliff deve accontentarsi di un'insalata condita con olio, succo di limone e un intero tubetto di spezie con Claire, mentre il resto della famiglia mangia il pollo; la cosa non lo soddisfa e quando Theo racconta di aver mangiato la papata a casa di Scarafaggio (Walter), lui gli chiede di tornare a chiederne un assaggio per lui, ma senza farsi vedere da Claire. Cliff è con Theo nello studio medico e pensa di gustare un buon piatto, ma Claire che ha già scoperto tutto e lo interrompe.

## Nozze d'oro
- Titolo originale: Golden anniversary
- Diretto da: Jay Sandrich
- Scritto da: Carmen Finestra

### Trama
Cliff parla con Claire del loro prossimo 23º anniversario di matrimonio, ma è anche il cinquantesimo dei nonni.
Denise torna dal college, accompagnata da Sandra e Alvin, che come al solito continuano a litigare. Alvin non sa mai come deve comportarsi con Sandra, e così chiede consiglio a Cliff, che gli dice di darle sempre ragione.
Prima di uscire a festeggiare, Russel e Anna incontrano due vicini di casa sposati da 55 anni.
Prima della cena a casa Robinson, Alvin cerca di mettere in pratica i consigli ricevuti ma si mette in difficoltà da solo.
Dopo cena, spettacolino con tutta la famiglia che canta in playback per i nonni, come nella passata stagione, stavolta il pezzo è I got the feelin' di James Brown. Finale al jazz club con i festeggiati che ballano.

## Discorsi da uomini
- Titolo originale: Man talk
- Diretto da: Jay Sandrich
- Scritto da: John Markus

### Trama
Theo è a scuola e scopre che Randy, un'altra ragazza gli ha lasciato un biglietto nell'armadietto. Theo chiede consiglio a Cliff, su cosa fare. Lui vuole bene a Tania, ma gli piace essere corteggiato da Randy e vorrebbe uscire con lei. I ragazzi parlano di ragazze e Theo diventa sempre più indeciso tra Tania e Randy. Claire gli consiglia di essere sincero con Tania che sta per arrivare e Theo decide di dirle la verità. Quando lei arriva, lui non fa in tempo a parlare che lei gli dice che vorrebbe uscire con un altro ragazzo e propone di lasciarsi restando amici. Theo battuto sul tempo resta sbalordito e Cliff gli dice che se la cosa lo turba forse non è proprio quello che voleva. Ma la depressione di Theo è destinata a scomparire presto, infatti pochi minuti dopo telefona Maxime e a Theo torna il buon umore.

## Allarme antincendio
- Titolo originale: Mother, may I?
- Diretto da: Jay Sandrich
- Scritto da: Susan Fales

### Trama
Rudy trucca Cliff mentre dorme sul divano, quando Claire rientra, lo vede e lo sveglia divertita; quando chiede a Rudy dove ha trovato quei trucchi, la piccola confessa di averli trovati nella cartella di Vanessa. Claire va subito a parlare alla figlia, perché non vuole che si trucchi prima dei 15 anni, anche se lei si giustifica dicendo che l'amica Rebecca può farlo.
Theo tornato da scuola, parla con i genitori delle norme antincendio che ha studiato a scuola e chiede a Claire di poter organizzare un'esercitazione antincendio per misurare i tempi di evacuazione dell'edificio.
Il giorno dopo, Vanessa è a scuola con le amiche che si truccano per sembrare più grandi e la convincono a provare un trucco naturale, ma quando torna a casa, Theo le fa notare di avere un solo occhio truccato. Non si è struccata bene e teme di essere vista dalla madre, chiede a Theo di coprirla, ma inavvertitamente le due si incontrano in soggiorno e Claire vede l'occhio. Vanessa spiega che non voleva, ma le amiche l'hanno convinta. Più tardi i genitori vanno a parlarle delle regole da rispettare, e punendola con una settimana senza uscite. 
La sera Theo fa partire la simulazione dell'allarme antincendio e tutti corrono fuori, Cliff è nel bagno e non vuole uscire perché tanto è una simulazione. Tutti escono e chiudono la porta, ma non hanno le chiavi e restano al freddo. Suonano alla porta, ma quando Cliff va ad aprire, sbadatamente resta fuori anche lui.

## La marcia
- Titolo originale: The march
- Diretto da: Tony Singletary
- Scritto da: Gary Kott

### Trama
È venerdì. Cliff e Rudy sono in cucina che si contendono l'ultimo bicchiere di succo d'arancia, quando arriva Theo. Il ragazzo è stranamente pimpante, nonostante stia per andare a scuola, e spiega che passerà un week end perfetto, senza compiti, e si è organizzato una partita per la sera stessa, una festa per il sabato e uscite con gli amici per domenica.
Vanessa torna da scuola chiede a Cliff consigli sul ballo alla rovescia, in cui le ragazze scelgono il ragazzo da invitare, e lei non esce più con Robert è indecisa tra altri due. 
Theo torna da scuola deluso, perché il compito di storia è andato male e dovrà rifarlo proprio nel week end. Cliff gli consiglia di farlo subito così dopo la cena con i nonni potrà uscire e durante il week end sarà libero. Dopo cena Theo saluta tutti per andare a fare il compito: "la marcia su Washinghton". Tutti sono curiosi di sapere l'argomento del compito, e visto che sia i genitori che i quattro nonni erano presenti a quell'evento, gli chiedono di leggere il compito andato male, e va a prenderlo. 
Intanto Vanessa riesce finalmente a telefonare a David, il quale accetta il suo invito rendendola contenta.
Quando Theo legge il compito, tutti restano delusi, perché è troppo sintetico e ha saltato i dettagli fondamentali, infatti lui l'ha preso da una guida tascabile sulla storia americana che ne dedica solo 1 pagina.
Così loro iniziano a raccontare tutto ciò che ricordano, e descrivono l'atmosfera di quel giorno e lo spirito fraterno di partecipazione alla marcia. C'era una marea di persone e Cliff ha un cassetto pieno di ricordi e fotografie di quella giornata; tutte cose che non ci sono sui libri, raccontate dai partecipanti e Theo ha il privilegio di utilizzarli per rifare il compito.

## Puzzole in volo
- Titolo originale: Theo's Flight
- Diretto da: Tony Singletary
- Scritto da: Gary Kott

### Trama
Theo e Scarafaggio dopo aver ascoltato una lezione a scuola sul volo, decidono di prendere delle lezioni e chiedono il permesso a Cliff e Claire che dicono di Sì. Dopo la prima lezione, molto emozionante, decidono di prendere il brevetto, ma Cliff gli fa vedere i costi non solo del brevetto ma anche sul noleggio dell'aereo: prima decidono di fare un lavoro temporaneo per trovare i soldi, ma poi si accorgono che con le lezioni e il lavoro non avrebbero più tempo per la scuola, gli amici e la famiglia. Alla fine decidono di non fare i piloti.
Intanto Rudy porta a casa un suo amico (fidanzato) di nome Kenny, soprannominato da lei Puzzola, con cui è prepotente e al quale dà sempre degli ordini. Grazie alla madre, che le fa capire che non bisogna farlo, Rudy smette di chiamarlo Puzzola e si impegna ad essere gentile con lui.

## Batteria da cucina
- Titolo originale: Vanessa's Rich
- Diretto da: Tony Singletary
- Scritto da: Margaret Beddow Hatch

### Trama
Theo e Rudy giocano a dama, ma Vanessa li allontana dal soggiorno perché ha invitato le amiche per creare gli slogan dei balli delle ragazze pon pon. Le ragazze, fanno i complimenti per la casa e notano gli oggetti di lusso; una di loro nota il quadro di Clair e Vanessa le rivela il prezzo e poi le porta anche a visitare il resto della casa.
Più tardi Cliff e Clair sono sul divano, ma il telecomando non funziona più, così lui va al negozio di Jack, dove si fa rifilare sempre di tutto e Clair chiama Jack per bloccare gli acquisti folli di Cliff; intanto Theo e Rudy continuano a giocare a dama e Rudy ha imparato in fretta a vincere il fratello.
Jack telefona a Clair per dirle che è riuscito a fargli comprare solo il telecomando e Cliff racconta che grazie alla sua forza di volontà ha comprato solo il telecomando e che la preoccupazione di Clair era inutile perché lui è in grado di comprare solo ciò che serve e basta, ma poi aggiunge di essersi accorto che dietro l'atteggiamento di Jack c'era lo zampino di Clair e così è andato in un altro negozio.
Il giorno dopo Vanessa torna a casa arrabbiata, ha litigato con due ragazze che la prendevano in giro perché è ricca. Lei si è offesa e secondo Theo sbaglia, perché ogni ragazzo vorrebbe poter dire che è ricco. Lei spiega tutto ai genitori e gli rimprovera di essere ricchi perché ciò è la causa della situazione. Loro le dicono che non avrebbe dovuto vantarsi con loro delle cose costose di casa, e Cliff rimarca il fatto che lei non è ricca, ma solo i suoi genitori, mentre Clair invece dice che non sono ricchi, ma solo gente che lavora e aggiunge che i veri amici non badano a queste cose.
Theo e Rudy preparano uno scherzo a Cliff con la dama. Durante la partita Cliff capisce che Theo l'ha istruita a dovere e non riesce ad imbrogliarla, anzi è proprio lei che lo imbroglia e vince.
Cliff e Clair parlano di Vanessa e si stupiscono perché tutti i ragazzi vorrebbero essere ricchi, mentre lei no. Cliff accende la TV sul programma che insegna a suonare la batteria, ma Clair tira fuori un altro telecomando comprato al negozio di Jack e mette sul programma di cucina.

## Brutti voti
- Titolo originale: Denise gets a D
- Diretto da: Jay Sandrich
- Scritto da: Matt Geller

### Trama
Clair è immobilizzata a letto per uno stiramento e Cliff, Vanessa e Rudy le preparano la colazione. Anche Theo si dà molto da fare, lasciando stupito Cliff. Telefona Denise per avvisare del suo rientro per il week end e anche lei stupisce il padre parlando dei suo bei voti.
Denise però ha mentito sui voti e anche l'ultimo compito è scarso. L'insegnante le consiglia di cambiare metodo di studio e di rifare il compito.
Rudy torna dalla lezione di danza arrabbiata perché non le hanno assegnato la parte del sole nel saggio, ma quella del vento. Cliff le parla e cerca di farle capire che anche il vento è importante quanto il sole, anzi è anche più emozionante.
Sandra e Denise vanno a trovare Clair che vuole sapere come vanno gli studi, Sandra racconta che l'università va bene, ma Denise parla del tempo per evitare il discorso, e quando Clair ritorna sull'argomento, lei rimanda, intanto, Rudy si esercita per il saggio e Vanessa le insegna l'inchino per il pubblico. 
Tutti i figli si stanno preparando a guardare un film, ma Denise è troppo nervosa. Theo e Sandra sospettano qualcosa e le fanno confessare che gli studi vanno male, ma è un segreto. Sandra le consiglia di dirlo ai genitori o ci resterebbero male a saperlo da altri; così la sera Denise lo dice ai genitori e dà la colpa agli insegnanti. Clair si propone di aiutarla ad organizzare un programma di studio e quando legge il suo compito nota che afferma cose che non spiega lasciandolo incompleto. Clair le dice di spiegare le cose come se l'insegnante non le sapesse e con parole sue, e di chiedere aiuto agli insegnanti. Rudy esegue il saggio per Clair.

## Vita da cani
- Titolo originale: A girl and her dog
- Diretto da: Jay Sandrich
- Scritto da: Chris Auer

### Trama
Clair è a Washington per un congresso e Cliff continua ad occuparsi da solo della casa. Rudy e Peter portano di nascosto in casa un cane che hanno trovato in strada per dargli da mangiare. Vanessa ha programmato una festa per il sabato e quindi discute con il padre perché si rifiuta di andare a Washington con la famiglia a trovare Clair e a sentire il suo discorso.
Theo scopre il cane e dice a Rudy di lasciarlo, ma a Rudy dispiace, così lo nascondono in cantina. Cliff sentendo un cattivo odore, indaga e quando il cane abbaia, capisce tutto, così fa un discorso ai bambini per spiegargli che è necessario rintracciare il padrone e sulle 
responsabilità dell'avere un cane; inoltre, si fa promettere che se ne occuperanno giorno e notte finché non lo troveranno. Cliff ha pubblicato un annuncio sul giornale, Theo ha appeso dei manifesti, e come volevasi dimostrare, Rudy è già stufa di occuparsi del cane. Intanto Vanessa vaga per la casa depressa come un'anima in pena, e tocca a Cliff spronarla. Finalmente telefona il proprietario del cane, è ora di restituirlo, anche se Rudy è triste.
La sera, Cliff dopo quattro giorni da solo non ne può più e prega che torni Clair, in quel momento arrivano da lui le figlie che lo stupiscono, Rudy non vuole più un cane perché è troppo impegnativo e Vanessa è contenta di andare a Washington rinunciando alla festa, ma per contro subisce sempre di più l'invasione dei figli infatti anche Theo le raggiunge sul lettone, e insieme guardano la tv.

## Storie di guerra
- Titolo originale: War stories
- Diretto da: Jay Sandrich
- Scritto da: Matt Robinson

### Trama
Cliff riceve una telefonata dal padre che andrà a trovarlo la sera con un amico e per presentargli un nuovo amico sergente dell'esercito in pensione, ma lui non ci crede ed è convinto che porti gli amici per giocare a pinnacolo. Successivamente, Cliff scopre che Vanessa sta per andare a pattinare con un ragazzo, Tyrone, e vuole conoscerlo. 
La sera arriva Russell con gli amici, ma non dice di giocare a carte, anzi tutti fanno finta di nulla e Cliff propone una passeggiata, ma alla fine Russell propone le carte, come Cliff immaginava.
Vanessa non sa cosa mettere per pattinare e intanto arriva Tyrone, a cui Theo spiega come affrontare l'incontro con Cliff. Il ragazzo è esageratamente nervoso e quando i due si incontrano, Cliff lui lo avvisa di non fare soffrire la figlia, ma non infierisce oltre.
Mentre Tyrone e Vanessa stanno per uscire, arriva Aaron, il nipote del sergente. Vanessa apre la porta e resta folgorata. Ne parla con Denise dicendo che è confusa e vorrebbe invitarlo a pattinare con loro, ma la sorella le dice che non è giusto. Però ci pensa Tyrone ad invitarlo, perché uscire solo con una ragazza lo rende troppo nervoso e si sentirebbe più tranquillo in tre. Theo tenta di spiegargli l'errore, ma lo invita lo stesso.
La partita continua, e intanto chiacchierano delle storie di guerra vissute in gioventù. Cliff si offende perché nessuno vuole ascoltare la sua storia e interrompe la partita. 
Ritorna Vanessa, i tre si sono divertiti e si riuniranno ancora. Cliff invece, pretende di finire il racconto, ma mentre parla loro vanno via.

## L'orso Ugo e il lupo Ernesto
- Titolo originale: Cliff in charge
- Diretto da: Jay Sandrich
- Scritto da: Matt Geller

### Trama
Clair riceve una lettera dall'Hillman, vogliono che faccia parte del comitato esecutivo in qualità di laureata a pieni voti, e ci sarà una commemorazione e dovrà assentarsi per un po'. Durante l'assenza di Clair, Russell vivrà con la famiglia per tutta la settimana. Theo riceve tantissime telefonate da parte di ragazze, che chiudono subito la chiamata e Theo racconta che ha notato che le ragazze gli ridacchiano e che una di loro gli ha detto che ha sentito parlare di lui. Cliff e Russell pensano che sia perché è cresciuto e loro ne sono orgogliosi, ma il problema è che riattaccano subito. Intanto Rudy è alle prese con i discorsi maschilisti di Kenny che la fanno arrabbiare, ma Cliff li aiuta a riappacificarsi.
Theo torna da scuola e ora conosce il motivo delle telefonate, ma ha anche una nota della preside, perché quando ha scoperto che le ragazze lo hanno eletto stallone della settimana, lui è stato sorpreso dalla preside mentre scriveva il suo numero di telefono nei bagni delle ragazze. Cliff apprezza la sua sincerità e non lo punisce. 
La sera, Cliff deve andare in ospedale per la notte, ma prima sveglia Russell che si è addormentato con Rudy mentre le leggeva la storia dell'orso Ugo e il lupo Ernesto. Il mattino dopo, quando rientra, sa che potrebbe essere richiamato da un momento all'altro e si stende sul divano a riposare. Theo e Vanessa entrano in casa chiassosi e Russell li rimprovera perché Cliff deve riposare. Russell è orgoglioso di quanto il figlio stia lavorando per mandare avanti la casa, ma Cliff non riesce a dormire e gli chiede di raccontare la storia dell'orso Ugo e il lupo Ernesto, ma presto arriva la chiamata per l'ospedale e visto che è stanco, Russell lo accompagna, e così potrà finire anche la storia.

## Il mostro e la puffetta
- Titolo originale: Monster man Huxtable
- Diretto da: Jay Sandrich
- Scritto da: Gary Kott

### Trama
Rudy sente la mancanza della madre che è all'Hillman, e Cliff le propone di scriverle una lettera. Tornano Sandra e Alvin per qualche giorno, i due vanno molto d'accordo, infatti Alvin le 
ha anche dato un soprannome "puffetta", e parla a Cliff della perfetta sintonia che ha con Sandra, dice che si capiscono anche senza parlarsi. Intanto, arriva Theo che mostra l'articolo del giornale della scuola che parla di lui, e lo chiamano "il mostro della lotta libera". Rudy, invece, ha scritto la lettera alla madre e Vanessa leggendola le dice che non ha usato le regole di scrittura e l'aiuta, ma per Rudy è difficile. 
Anche Sandra parla a Cliff del suo bel momento con Alvin perché hanno tante cose in comune. Alvin decide di aiutare Theo ad allenarsi in cantina e Cliff si complimenta con lui perché rende felice Sandra e sta facendo molto per aiutare Theo nella lotta. La sera Sandra e Alvin devono andare al teatro, ma lui vuole aiutare Theo e la convince ad andare da sola, e lei invita Cliff. 
Rudy ha riscritto la lettera, ma a Vanessa non piace e per Rudy è faticoso come un compito di scuola. Cliff e Sandra tornano dal teatro e lei gli confida che vuole sposare Alvin. Dentro casa, gli allenamenti di Theo sono in corso nel soggiorno, sembra un ring per gli allenamenti e quando Sandra scopre che la gara di Theo coincide con la seconda parte dell'opera teatrale, Alvin la convince ad andare a fare il tifo a Theo perché tanto la tournée dura per lungo tempo. Il giorno dopo, Rudy dice a Cliff che è stufa dei consigli di Vanessa e lui la l'aiuta, mentre la sera Theo vince la gara e tornano a casa tutti contenti.

## Il club degli uomini
- Titolo originale: Rudy spends the night
- Diretto da: Jay Sandrich
- Scritto da: Carmen Finestra

### Trama
Theo aspetta una telefonata da Maxime perché gli piace la sua amica Lana. Rudy va dai nonni per la notte e prepara una pesante valigia con tutti i suoi giocattoli e togliendo le cose utili che gli aveva messo Cliff come la spazzola, lo spazzolino e il pigiama. Denise deve incontrarsi con i suoi amici al Greenwich Village e invita anche Vanessa e la presenterà come un'amica di un'altra università. Denise le consiglia di indossare i vestiti di Cliff di nascosto e rimettendoli nell'armadio a fine serata, tanto anche lei lo fa e lui non se li ricorda mai. Theo attende ancora la telefonata e ormai è deluso, così Cliff per tirarlo su di morale gli promette una splendida serata nel club degli uomini, con cibi gustosi. Mentre Cliff è andato a comprare le leccornie, Theo si è messo comodo indossando la camicia da notte, ma mentre le sorelle stanno per uscire, arrivano Lana e Maxime. Le sorelle vanno in cucina ad avvisarlo, ma lui non credendoci entra in soggiorno vestito così. 
L'imbarazzo è immediato e si affretta a spiegare loro che si veste così quando resta solo con il padre e che non si aspettava visite, e va a vestirsi. Rudy intanto comincia a prendere confidenza con la casa dei nonni, i quali le mostrano le foto di Cliff da piccolo.
Maxime, approfitta di un momento da sola con Theo per incitarlo ad invitare Lana ad uscire, dicendogli che sono lì per quel motivo; Theo è contento e invita Lana al cinema. Rudy e Annah si sono vestite con gli abiti visti nelle foto e Rudy balla col nonno. 
Quando Cliff torna e trova le ragazze, per scherzo dice a Theo che se ne sono andate, il ragazzo si agita, ma Cliff lo ferma e gli dice che lui sta tradendo un membro del club, ma aggiunge che se un membro del club trova una donna, il regolamento vuole che la riunione sia rimandata e chi resta tiene tutto il cibo per sé. Cliff si accinge a gustare quelle leccornie, non approvate da Clair, quando tornano le figlie che scappano su di nascosto e dice loro che lui sa tutto dei vestiti, ma poi arriva una chiamata e il suo divertimento finisce perché deve andare all'ospedale.

## Mammiferi costosi
- Titolo originale: Say hello to a good buy
- Diretto da: Tony Singletary
- Scritto da: Carmen Finestra, John Markus e Matt Williams

### Trama
Clair vuole fare un test di coppia a Cliff mentre sono a letto, ma lui è troppo stanco.
L'auto familiare di Cliff è da cambiare, Theo cerca di convincerlo a prendere un'auto sportiva, ma non attacca. Intanto, Rudy deve fare una ricerca di scuola e chiede consiglio a Vanessa, che le dice di aggiungere delle fotografie di animali.
Dal concessionario, Cliff ci va vestito male per non sembrare ricco e spuntare un prezzo migliore, ma viene riconosciuto da un suo paziente, alla fine contrattano duramente ma si mettono d'accordo.
Vanessa scopre che Rudy ha ritagliato le fotografie per la ricerca da alcuni libri costosi, e tra le tre (è arrivata anche Denise) nasce una discussione su di chi sia la colpa, se di Rudy o delle altre che dovevano badare a lei. Alla fine arriva Cliff a cui hanno già preparato la cena per rabbonirlo, lui si arrabbia un po' ma poi lascia perdere.
- Curiosità: l'attore che interpreta il venditore di auto, Sinbad, prima di fare l'attore era nell'esercito, operatore al rifornimento in volo sulle aerocisterne; inoltre, sarà attore fisso nel cast del telefilm-costola dei Robinson, "A different world", in onda dopo il Cosby show dal settembre 1987; in Italia la prima stagione è stata trasmessa col titolo di "Denise".

## L'equivoco
- Titolo originale: Denise gets an opinion
- Diretto da: Tony Singletary
- Scritto da: Gary Kott

### Trama
È domenica mattina e la famiglia Robinson è appena tornata dalla chiesa, Vanessa invita a casa Tyrone e Aaron, a cui offre da mangiare perché dopo andranno al cinema. Discutono sul film da vedere e Cliff, intanto, invita a casa Jerry, un suo studente. 
Mentre Clair è ancora in chiesa per una riunione del comitato, arriva Robert, che confida a Cliff dei suoi problemi di cuore, perché è stato lasciato da altre tre ragazze dopo di Vanessa. Più tardi trova Robert che lava i piatti in cucina mentre gli altri sono al cinema e spiega che quando ha visto Vanessa i due ragazzi ha provato disagio e preferisce parlare con Cliff rivelando che vorrebbe rimettersi con Vanessa e intanto si è installato in casa Robinson.
Denise chiede a Theo di valutare un ragazzo con cui deve uscire che sta per arrivare, lei non lo conosce ancora e vuole un consiglio da Theo. Arriva Jerry lo studente di Cliff, e mentre Cliff va a prendere una cravatta, Theo e Robert scambiano Jerry per il ragazzo di Denise e cominciano il terzo grado. Quando arriva Denise, lei e il ragazzo non si capiscono, parlano di cose diverse, e lei non riesce a capire perché va via con Cliff senza spiegazioni e solo successivamente, quando arriva Greg, il ragazzo che deve uscire con Denise, l'equivoco si chiarisce.
Più tardi Cliff è a casa con Robert e le figlie cominciano a rincasare. Cliff chiede a Vanessa di parlare con Robert perché non lo sopporta più e lei seccata accetta, e spiega a Robert che lo vuole solo come amico.
La sera, Clair rimprovera il marito per essersi addormentato in chiesa al mattino e poi gli canta una canzone.

## Commedia in tre atti
- Titolo originale: Calling Doctor Huxtable
- Diretto da: Jay Sandrich
- Scritto da: Chris Auer

### Trama
Mentre Clair è impegnata al centro della comunità, Vanessa è a casa con due amiche e Cliff è in ospedale alle prese con tre diverse pazienti. La prima paziente è accompagnata dal padre, il quale è molto nervoso e ha paura di assistere la figlia. Intanto a casa, un'amica di Vanessa si accende una sigaretta nonostante il divieto, e anche Theo e Rudy sentono il fumo e corrono a metterle in guardia dai rimproveri. La seconda paziente di Cliff è cliente assidua perché ha avuto già 9 figli e conosce tutti nell'ospedale, e poco dopo arriva una terza paziente Venezuelana che parla spagnolo e il collega di Cliff gli fa da interprete.
Cliff torna a casa, e Vanessa gli confessa tutto aspettandosi il rimprovero. Cliff non si arrabbia e Vanessa esprime il suo stupore, così Cliff le spiega che ha apprezzato la sincerità e non ha motivo per punirla.

## Il circo Robinson
- Titolo originale: You only hurt the one you love
- Diretto da: Jay Sandrich
- Scritto da: Carmen Finestra e John Markus

### Trama
Rudy e Theo si divertono a svuotare le scatole di cereali per trovare le gelatine in omaggio e Cliff li rimprovera spiegandogli che il costo di quelle gelatine è superiore a quelle vendute sfuse. Cliff scopre che stanno per licenziare 30 persone dall'ospedale e gli dispiace per la signora delle pulizie che conosce da molti anni. Theo e Rudy fanno giochi troppo pericolosi e infatti poco dopo si sente un urlo di Rudy che fa accorrere Cliff; Rudy si è ferita perché Theo l'ha lanciata in aria come gli acrobati del circo e non l'ha ripresa. Mentre Rudy è al pronto soccorso, Cliff chiacchiera con la signora delle pulizie e scopre che dato che perde il lavoro, i suoi figli le pagheranno l'università.
A casa, Clair scopre l'accaduto e punisce Theo assegnandogli le pulizie di tutta la casa, cioè del "circo Robinson".

## Addio al celibato
- Titolo originale: The shower
- Diretto da: Jay Sandrich
- Scritto da: Matt Williams

### Trama
Theo si dà da fare per preparare la festa di addio al celibato per Veronica, un'amica di famiglia, ma poi scopre che è riservata solo alle donne. Clair per tenere Cliff lontano dalla festa gli compra uno scaffale da montare e gli promette che solo quando lo avrà finito potrà farsi vedere alla festa. Cliff per fare in fretta si fa aiutare da Theo, ma i due non sono capaci perché Clair gli ha lasciato solo le istruzioni in francese. Intanto Veronica confessa a Denise di essere incinta e che lei e il fidanzato lo hanno fatto apposta per ottenere il consenso dei genitori, e dato che hanno lasciato gli studi e sono senza lavoro devono stare a casa di lei. Clair dice a Denise di aver notato la gravidanza di Veronica anche perché hanno fatto tutto di fretta e in un mese hanno organizzato fidanzamento e matrimonio, e quando Denise le rivela che era tutto programmato Clair diventa molto critica sull'argomento. Alla fine Clair dà a Cliff le istruzioni in inglese.

## Il compleanno di Cliff
- Titolo originale: Cliff's 50th birthday
- Diretto da: Carl Lauten e Reggie Life
- Scritto da: Gary Kott

### Trama
Cliff compie 50 anni e Clair vuole regalargli una festa, così gli chiede chi vuole incontrare dei suoi amici del passato. Ad ogni nome proposto Clair reagisce con un no, allora Cliff le impone di sceglierne almeno uno dei tre rifiutati e lei sceglie Mark. Dopo il pranzo di compleanno preparato dai figli, Cliff pretende il regalo, ma i ragazzi gli hanno preparato un discorso per sdrammatizzare l'età elencando le cose più vecchie di 50 anni rimarcandone la loro utilità; lui non è contento, ma finalmente gli danno il regalo: un portachiavi che suona al battito delle mani, solo che con Cliff non funziona.
La sera alla festa preparata da Clair, Mark arriva con la figlia e Cliff chiede a Theo di uscire con lei, ma lui si vergogna di farsi vedere dagli amici ci con una dodicenne, ma accetta di ospitarla in camera sua e dopo averla conosciuta decide di portarla dai suoi amici presentandola come una cugina. Intanto alla festa Mark si accorge che Clair è infastidita dai suoi e dice a Cliff, che vuole chiarire con lei. Tutto si sistema.

## Frizzi e lazzi
- Titolo originale: I know that you know
- Diretto da: Jay Sandrich
- Scritto da: Carmen Finestra, John Markus e Matt Williams

### Trama
A Theo è arrivato il pacco con i giochini degli scherzi. Fa scherzi a tutta la famiglia, ma quando ci prova con Cliff non ci riesce perché li smaschera tutti. Sandra e Alvin tornano a casa per 2 giorni per annunciare il loro fidanzamento. Theo continua con gli scherzi anche con loro e quando si rende conto che Cliff è il solo a non sapere del fidanzamento, tutta la famiglia decide di elaborare un piano di vendetta per avergli dato degli ingenui sprovveduti. La recita procede bene fino a quando Cliff, tornando dal lavoro ascolta per caso tutto il piano, e decide di stupirli anticipandoli e rovinandogli tutto; infatti durante la cena finge di non acconsentire al fidanzamento lasciando tutti di stucco e vantandosi che nessuno può prenderlo in castagna. Così Alvin fa la proposta di fidanzamento e alla fine riesce anche a fare uno scherzo a Cliff.

## L'influenza andalusa
- Titolo originale: Andalusian flu
- Diretto da: Jay Sandrich
- Scritto da: Janet Leahy

### Trama
Cliff e Clair hanno l'influenza andalusa e Theo decide di prendersi cura di loro. Theo organizza i lavori da svolgere in casa e impartisce ordini a Vanessa, la quale gira a sua volta i suoi incarichi alla piccola Rudy. Le due però decidono di ribellarsi al dittatore e le loro liti giungono fino alla camera dei genitori; così Clair decide di riprendere in mano l'organizzazione della casa nonostante l'influenza.

## Videoclip
- Titolo originale: Bald and beautiful
- Diretto da: Tony Singletary
- Scritto da: Gary Kott

### Trama
Cliff e Clair sono stati invitati a cena fuori da Scott, un vecchio amico di Cliff. Intanto, Walter (scarafaggio) propone a Theo di partecipare ad un videoclip per guadagnare $ 100 al giorno, solo che devono rasarsi a zero. Un'amica sconsiglia a Theo di rasarsi, ma lui vuole farlo lo stesso e va a rasarsi; ma torna Walter, già rasato, per avvisarlo che il videoclip non si fa più e lo ferma in tempo. Dopo cena, Cliff e Scott reduce da un infarto vanno in cucina per preparare il tè; i due decidono di rimpinzarsi di cibi grassi, ma le mogli li bloccano subito.

## Patatine e hamburger
- Titolo originale: Planning parenthood
- Diretto da: Jay Sandrich
- Scritto da: Elizabeth Hailey e Oliver Hailey

### Trama
Cliff porta Rudy, due sue amiche e Kenny a pranzo in un ristorante di lusso vicino alla 5ª strada. Dopo le solite raccomandazioni sulla buona educazione, escono. Intanto, Vanessa chiede a Theo di insegnarle a giocare a tennis per fare colpo con un ragazzo che gioca, ed escono anche loro.
Arrivati al ristorante, Kenny si comporta da gentiluomo con Rudy, si offre di pagare per sé e per lei perché è convinto che l'uomo debba pagare per la donna e vuole anche che Rudy lo veda pagare.
A casa, Clair pranza con la sorella Sara e due amiche che appena uscite dalla palestra e insieme parlano di uomini e di come una di loro riesca a batterli a tennis. 
Cliff aiuta i bambini a scegliere nel menù, ma loro si scandalizzano per la presenza dell'anatra e si fanno notare. I bambini vorrebbero hamburger e patatine, ma Cliff gli spiega che in un ristorante così non si ordina quel genere di cibi, ma il cameriere conferma di poterli accontentare e nell'attesa prendono tutti un'insalata di verdure, ma i bambini non la gradiscono molto.
Vanessa e Theo rientrano a casa e Vanessa racconta che il fratello ha voluto sfidare due ragazze quasi da solo e che per loro ad un certo punto ha giocato a torso nudo, suscitando in Clair e le amiche una certa ironia.
Cliff comincia a non sopportare i bambini irrequieti per l'attesa, ma quando finalmente arrivano gli hamburger, loro trovano ancora qualcosa da ridire perché sono troppo grandi, le patate sono tagliate a spicchi e il pane è a fette tostate, così Cliff spiega al cameriere come modificare quei piatti per accontentarli.
Più tardi, Cliff torna a casa con due palloncini legati alle orecchie e il pacco di hamburger. Racconta a Clair di essersi arreso e di averli portati in un fast food, e di avere poi lasciato Rudy da un'amica. Clair vede gli hamburger e dà ragione ai bambini, ma conoscendo il marito, li regala a Theo e Cliff rimasto solo corre da Theo per un assaggio, ma lui ha già mangiato tutto. L'ultima scena vede Cliff che chiede a Clair di andare sopra perché vuole riposare ma quando Clair va di sopra Cliff si avvia verso la cucina, chiede a Theo se può dargli un hamburger, ma Theo risponde di aver "spazzolato" tutto in 40 secondi. Alla fine Theo si batte due volte la mano sul cuore come per dire: "erano molto buoni". 

## Cerimonia d'addio
- Titolo originale: Hillman
- Diretto da: Jay Sandrich
- Scritto da: Matt Robinson

### Trama
C'è la cerimonia di addio del vecchio preside dell'università di Hillman e la famiglia al completo si sta preparando a partire. Prendono l'aereo e raggiungono Denise.
Clair e Sandra conoscono la compagna di stanza di Denise, mentre Vanessa e Rudy sono in giro con i nonni, e Cliff porta Theo a vedere la sua vecchia aula di filosofia, dove incontrano il professore il quale dice a Theo che si ricorda che il padre dormiva in classe, e si stupisce che sia riuscito a farsi sposare da Clair, studentessa eccezionale.
Il preside ricorda proprio tutti, anche di Russel, e assegna a Cliff l'onore di fare il maestro di cerimonia per sostituire quello malato e a Clair un posto nello stesso coro dell'Università in cui cantava anni prima.
La cerimonia è una gran festa e Cliff, fatto il discorso di apertura, presenta il nuovo preside, che questa volta è una donna. Dopo il discorso del preside, Cliff annuncia il coro e in particolare Clair, che canta da solista mentre i figli assistono incantati. Dopo un grande applauso Cliff presenta il preside uscente che fa il suo discorso a tutti gli studenti ed ex studenti.